# Serenoa plazivá
Serenoa plazivá (Serenoa repens) je druh palmy a jediný druh rodu serenoa. Je to nízce rostoucí palma s plazivým kmenem a vějířovitými listy. Vyskytuje se v jihovýchodních oblastech USA, zejména na Floridě, kde často tvoří rozsáhlé porosty. Květy jsou opylovány zejména včelami, plody konzumuje celá řada druhů zvířat a ptáků. Druh je pěstován jako okrasná palma a poskytuje různorodý místní užitek. Z plodů se vyrábějí léčivé přípravky zejména k léčení onemocnění prostaty.

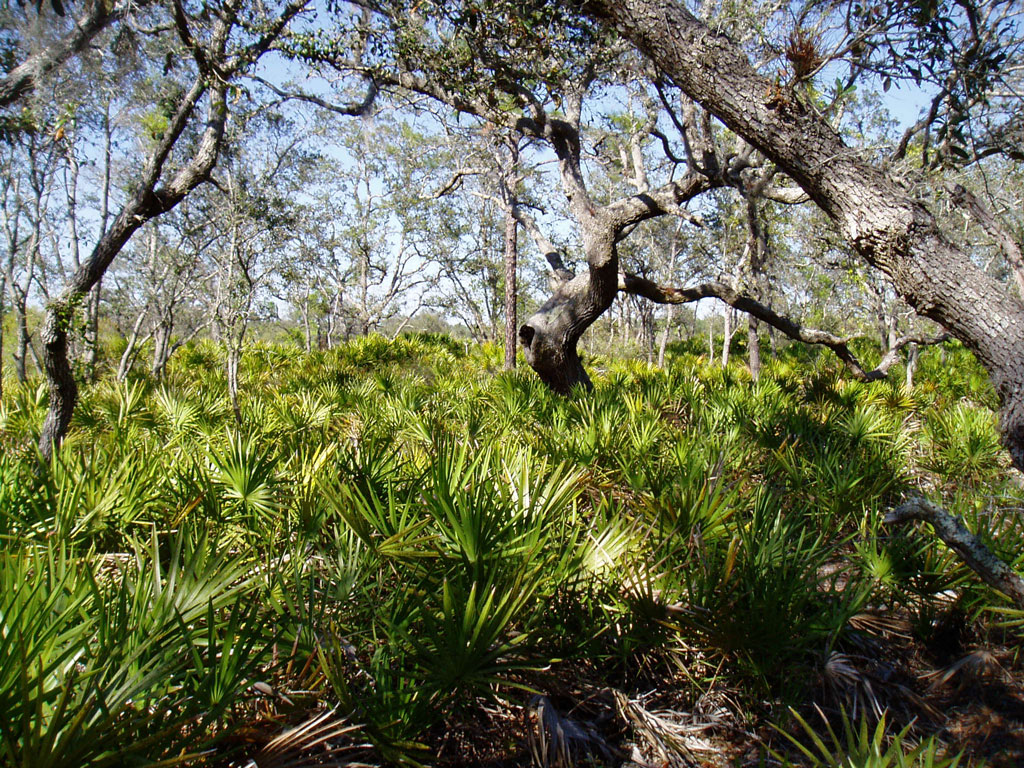
Porost serenoy plazivé na Floridě

## Popis
Serenoa plazivá je nízká palma keřovitého vzrůstu. Kmen je větvený nebo nevětvený, plazivý nebo vystoupavý a dosahuje výšky od 1 do 3 metrů. Při poškození růstového vrcholu často vytváří postranní výběžky. V mládí je pokrytý listovými bázemi, později holý a hladký.
Listy jsou dlanité, induplikátní, složené z kopinatých, na bázi srostlých, na vrcholu špičatých nebo dvouklaných segmentů. Hastula je zřetelná na líci i na rubu listu. Řapík je tenký, buď po celé délce nebo jen na bázi jemně ostnitý a jeho báze není rozštěpená.
Květenství jsou vystoupavé laty, vyrůstají z listové růžice mezi bázemi listů a jsou asi stejné délky jako listy. Jsou větvená do 2. až 3. řádu. Květy jsou vonné, smetanově bílé, 4 až 5 mm velké, oboupohlavné, přisedlé a na větvích květenství vyrůstají buď jednotlivě nebo ve dvojicích. Kalich je miskovitý, trojlaločný. Koruna je složena ze 3 eliptických, nazpět ohnutých korunních lístků. Tyčinek je 6 ve 2 kruzích, nitky jsou trojúhelníkovité, na bázi srostlé a připojené ke koruně. Gyneceum je složené ze 3 plodolistů, které jsou na bázi volné a ve čnělkové části srostlé. Čnělka je dlouhá, zakončená drobnou, mělce trojlaločnou bliznou. Plodem je černá, hladká, elipsoidní peckovice o délce asi 2 cm. Dužnina (mezokarp) je černavá. Pecka je tvrdá a hnědá. Obsahuje jediné semeno.

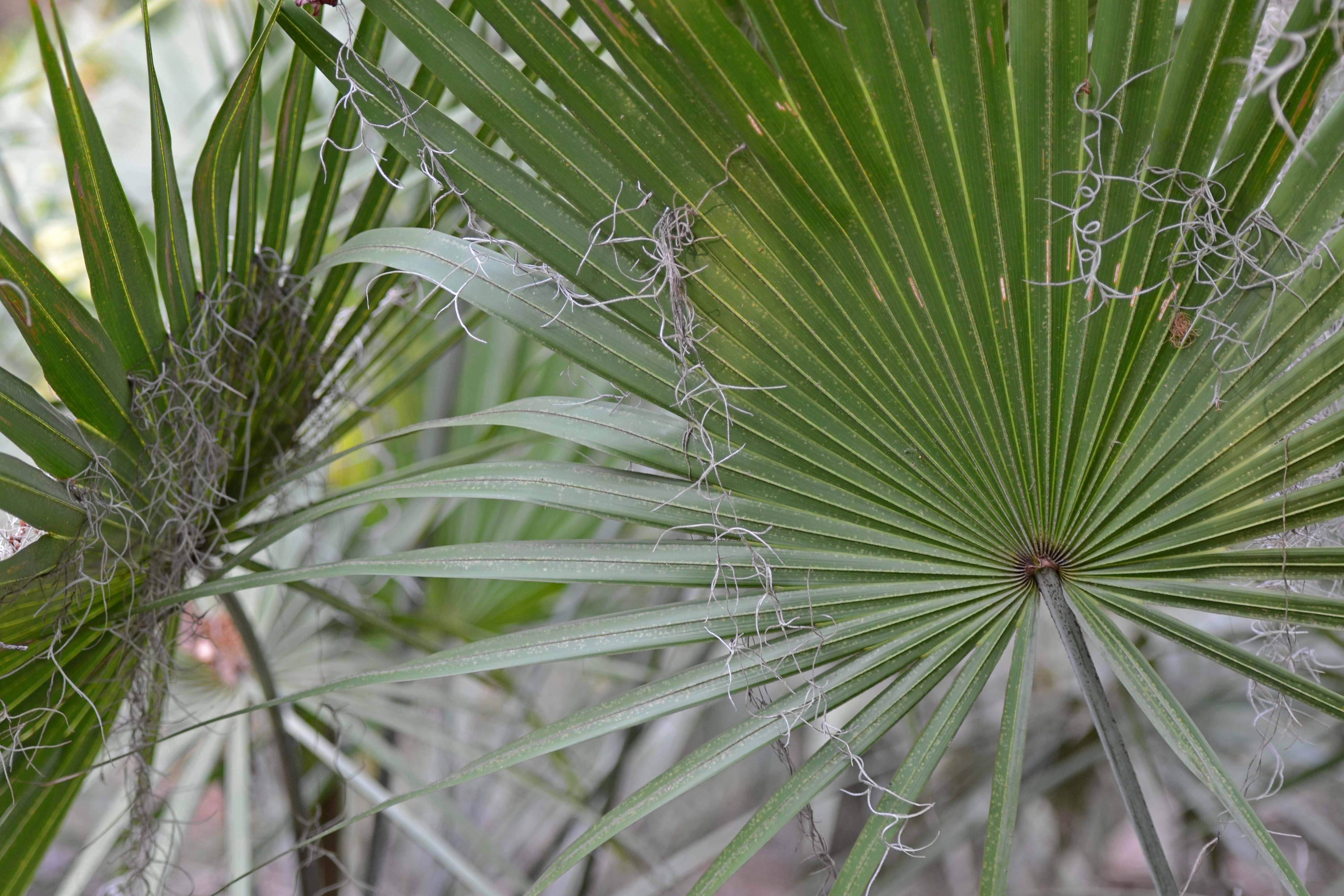
Listy serenoy plazivé
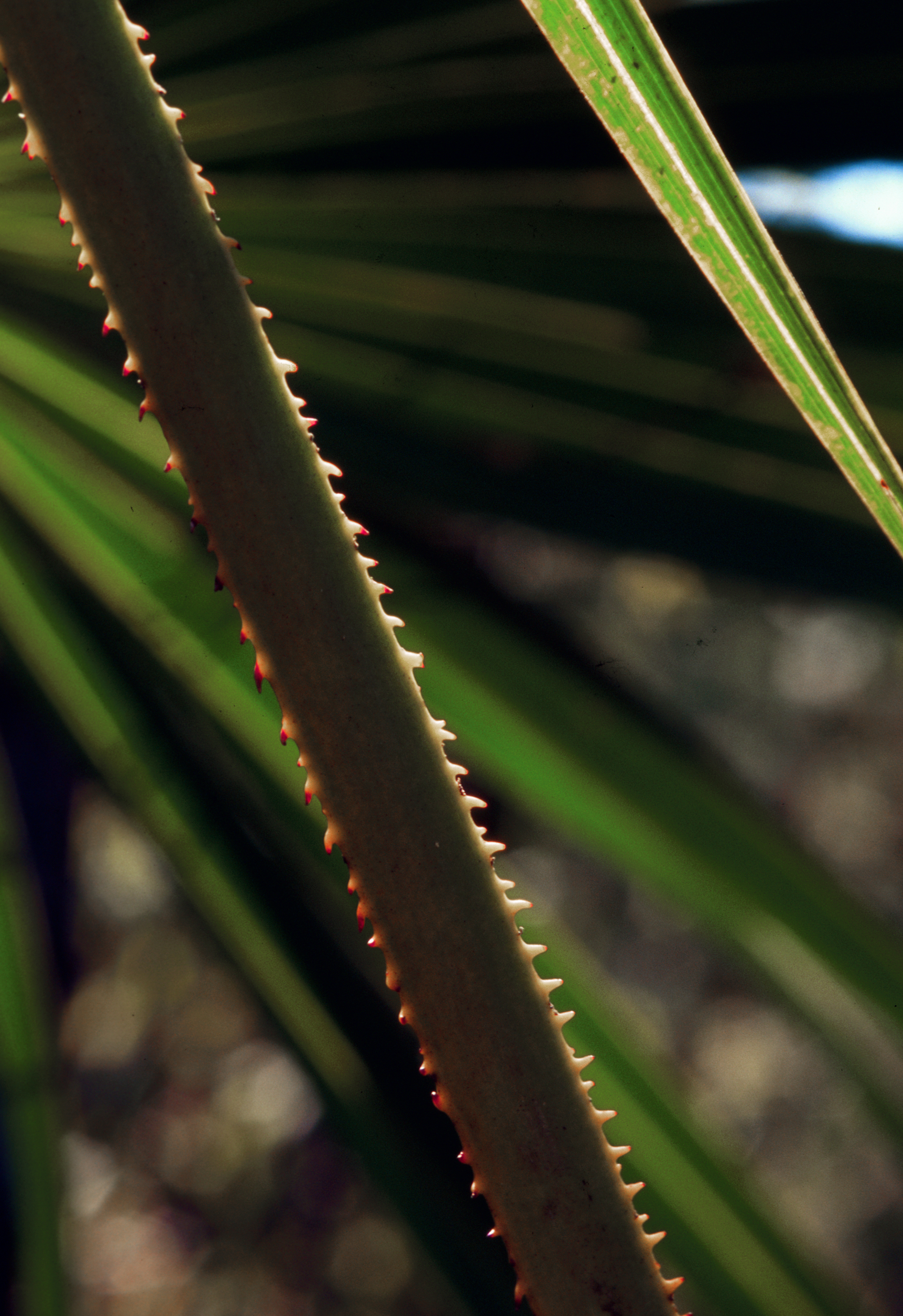
Detail jemně ostnitého řapíku
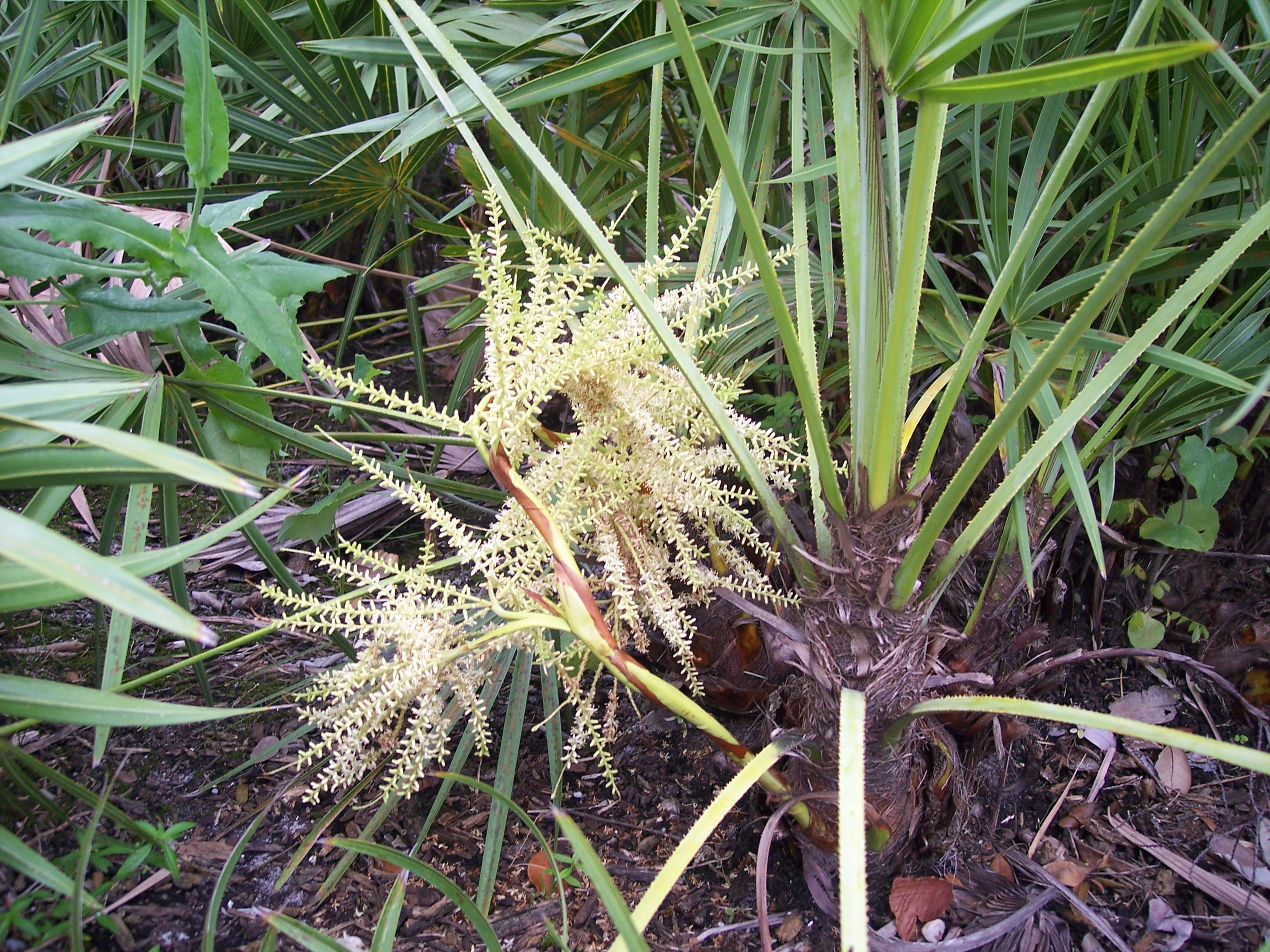
Kvetoucí rostlina
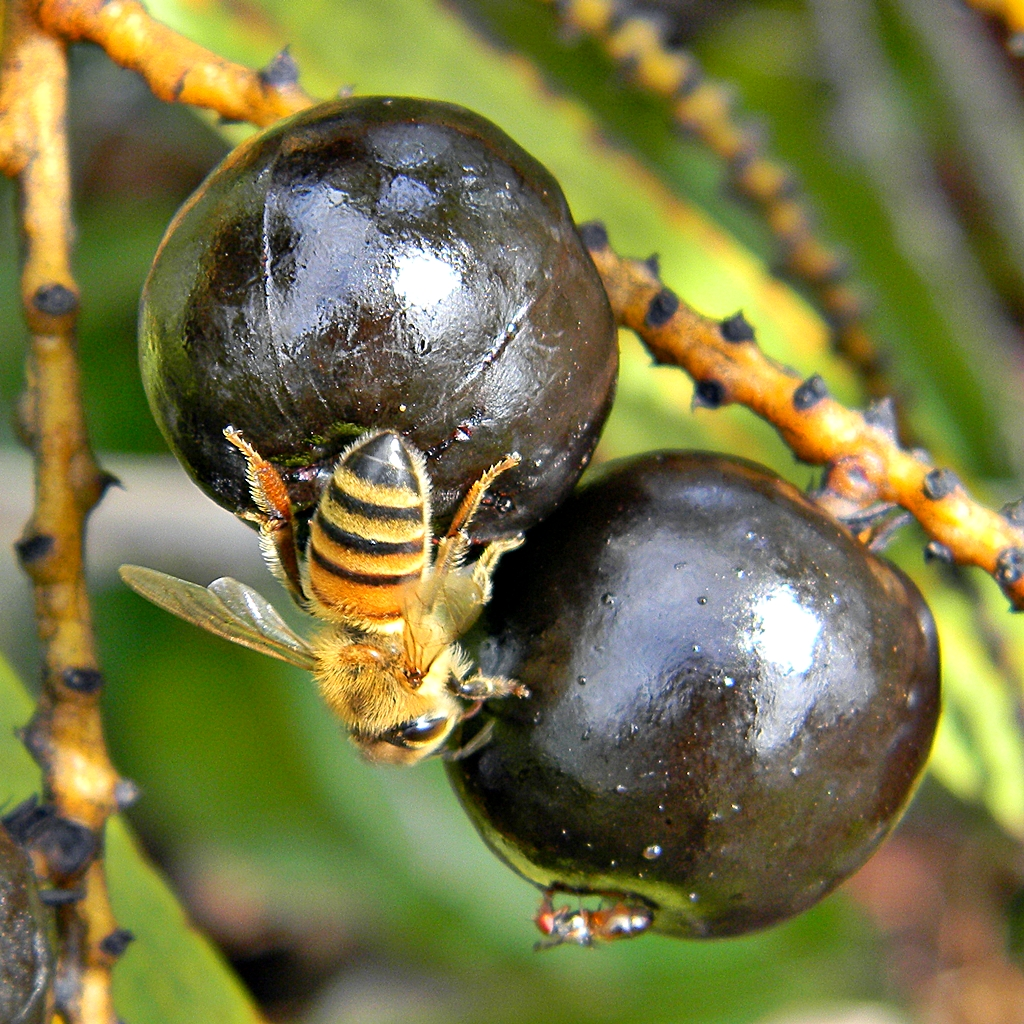
Detail plodů

## Rozšíření
Druh je rozšířen na jihovýchodě USA od východní Louisiany po Floridu a jih Jižní Karolíny. Vyskytuje se na různých nížinných stanovištích v nadmořských výškách do 50 metrů. Často tvoří husté a rozsáhlé porosty v podrostu zdejších borových savan, roste též na prériích, pobřežních dunách aj. Na Floridě je to velmi hojná, obecně rozšířená rostlina, pokrývající asi 10 % rozlohy tohoto státu (celkem asi 1420000 ha). Často roste pospolu se vzrůstnějším druhem Sabal palmetto.

## Ekologické interakce
Vonné květy serenoy jsou opylovány hmyzem, zejména včelami. Navštěvují je také motýli. Rostliny v některých letech kvetou masivně a více než v jiných. Zralé plody vyhledávají různá zvířata, např. medvěd baribal, jelenec běloocasý, želva myší, mývalové, lišky, vačice a mnoho druhů ptáků. Rozsáhlé porosty poskytují úkryt četným druhům divokých zvířat, jako je např. puma americká nebo medvěd baribal, který pod jejich ochranou též vyvádí mladé. Rostlina je dobře přizpůsobena periodickým požárům vegetace a ohořelé kmeny brzy opět obrážejí.
Na listech serenoy se vyvíjejí housenky soumračníkovitých motýlů Asbolis capucinus a Euphyes arpa a žije na nich řada druhů červců.

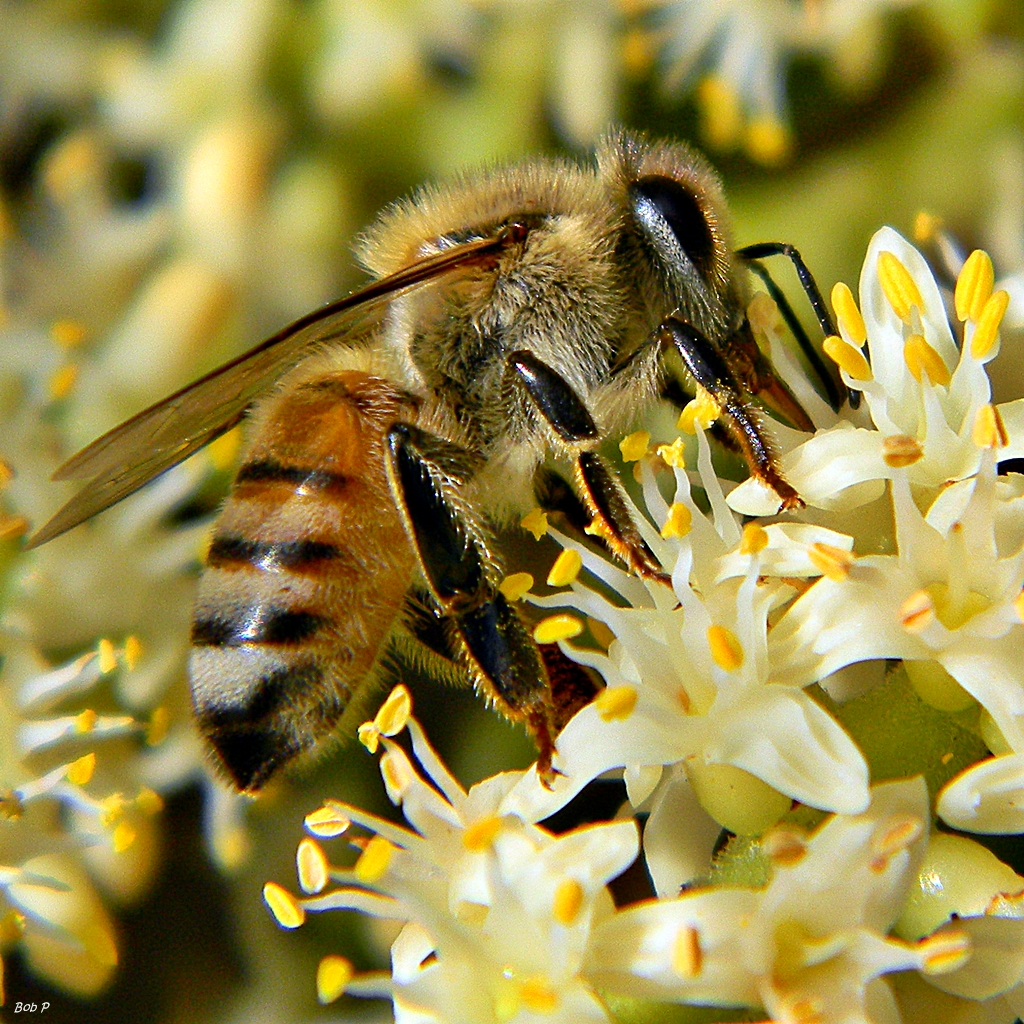
Včela na květech serenoy
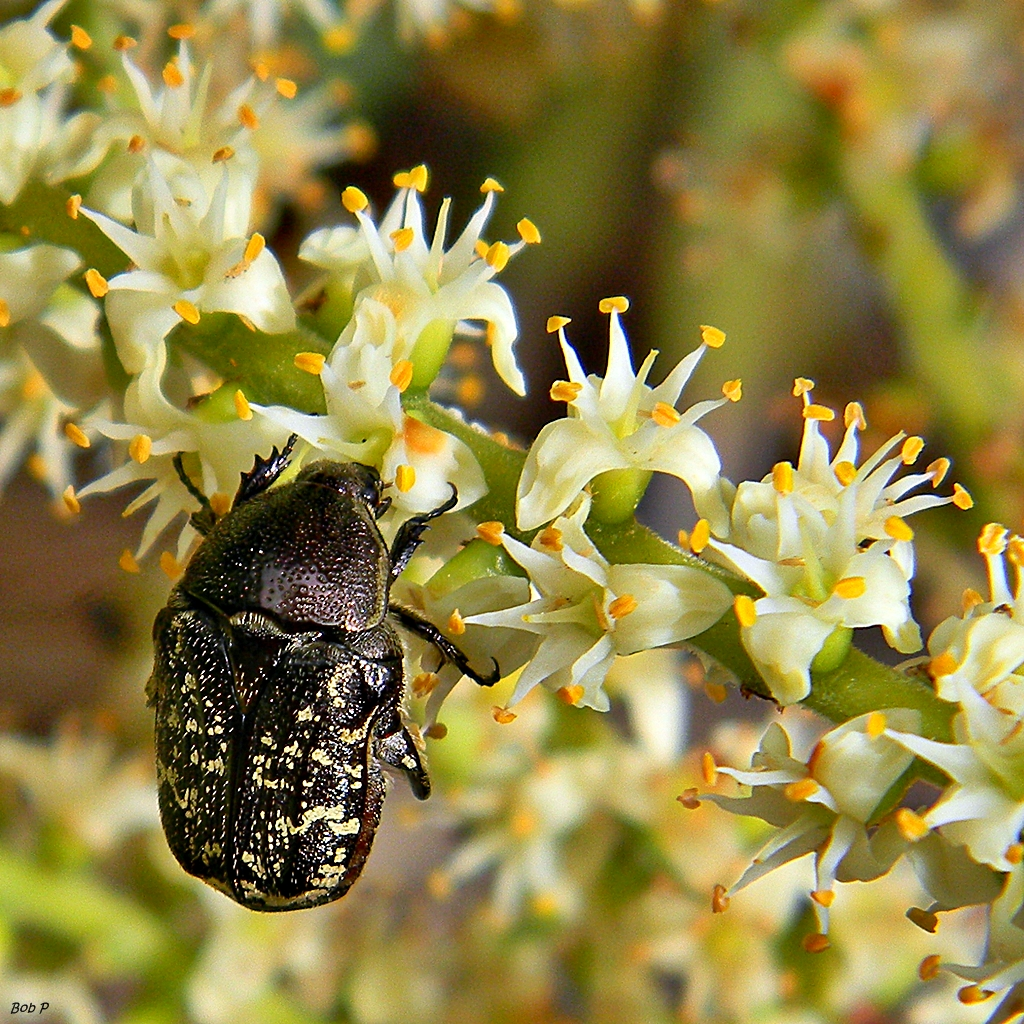
Zlatohlávek Euphoria sepulcralis
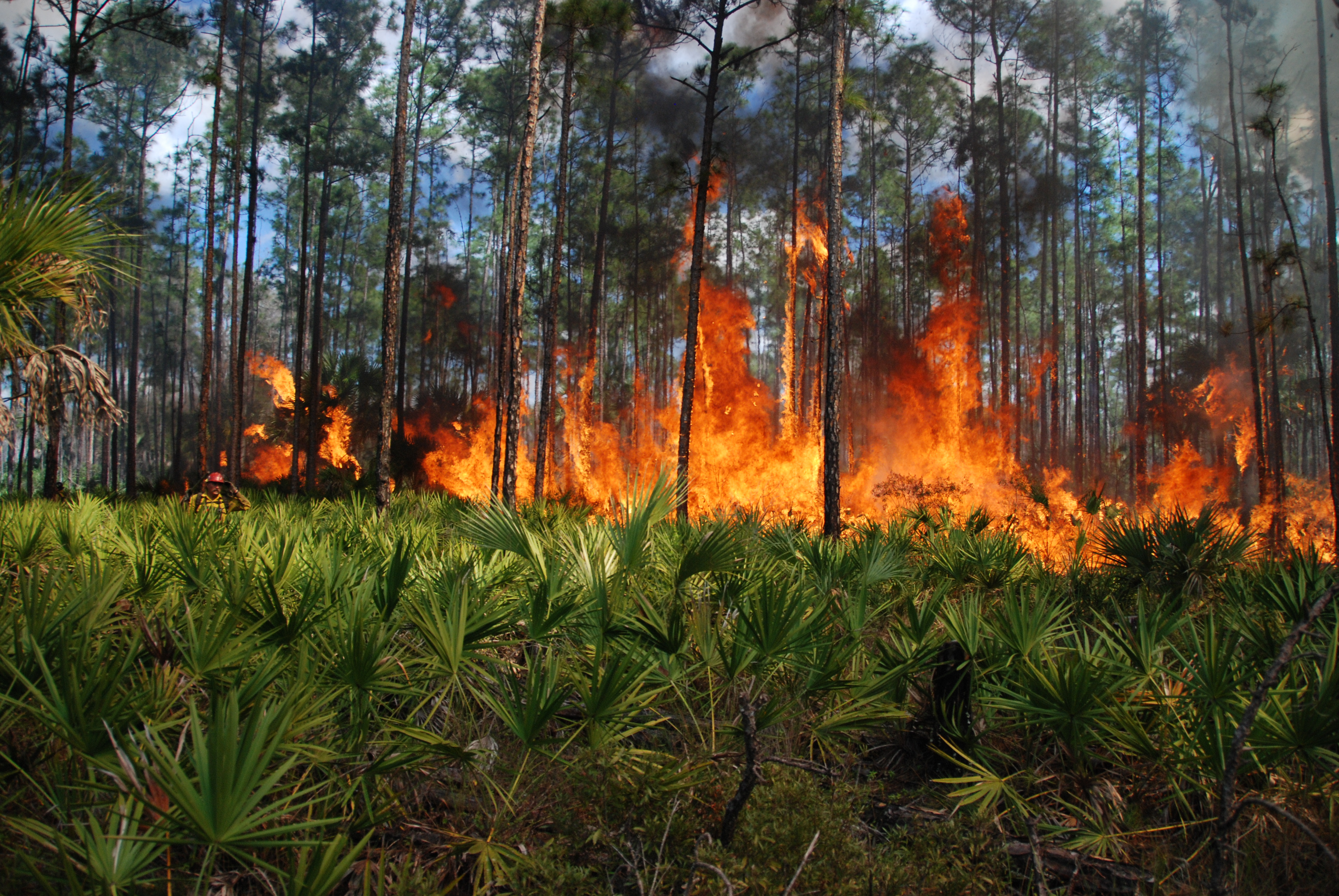
Přirozený požár v borovém porostu se serenoou na Floridě
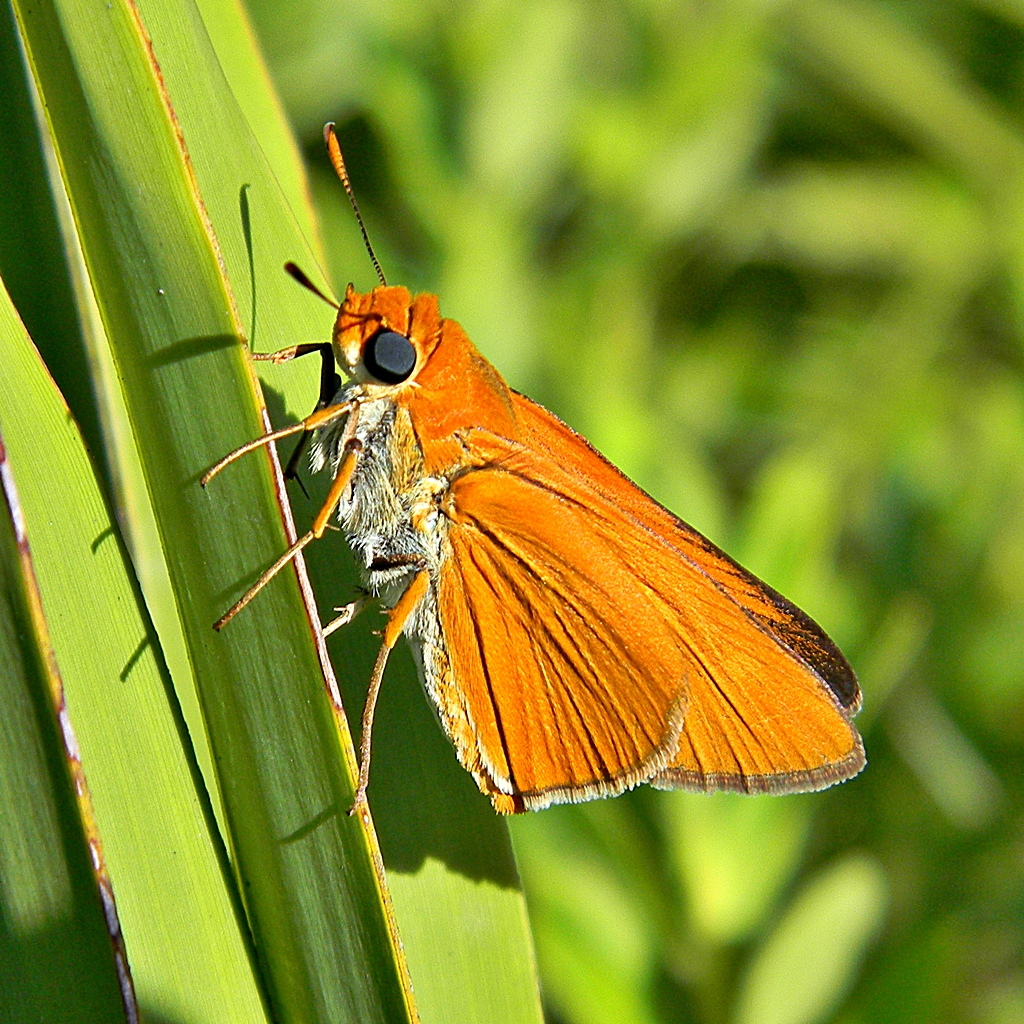
Soumračník Euphyes arpa

## Taxonomie
Rod Serenoa je v rámci systému palem řazen do podčeledi Coryphoideae a tribu Livistoneae. Nejblíže příbuzným rodem je podle výsledků molekulárních studií rovněž monotypický a americký rod Acoelorrhaphe. Druh byl popsán v roce 1791 Williamem Bartramem pod názvem Corypha repens. Do samostatného rodu Serenoa jej přeřadil John Kunkel Small v roce 1922.

## Zástupci
- serenoa plazivá (Serenoa repens)

## Význam

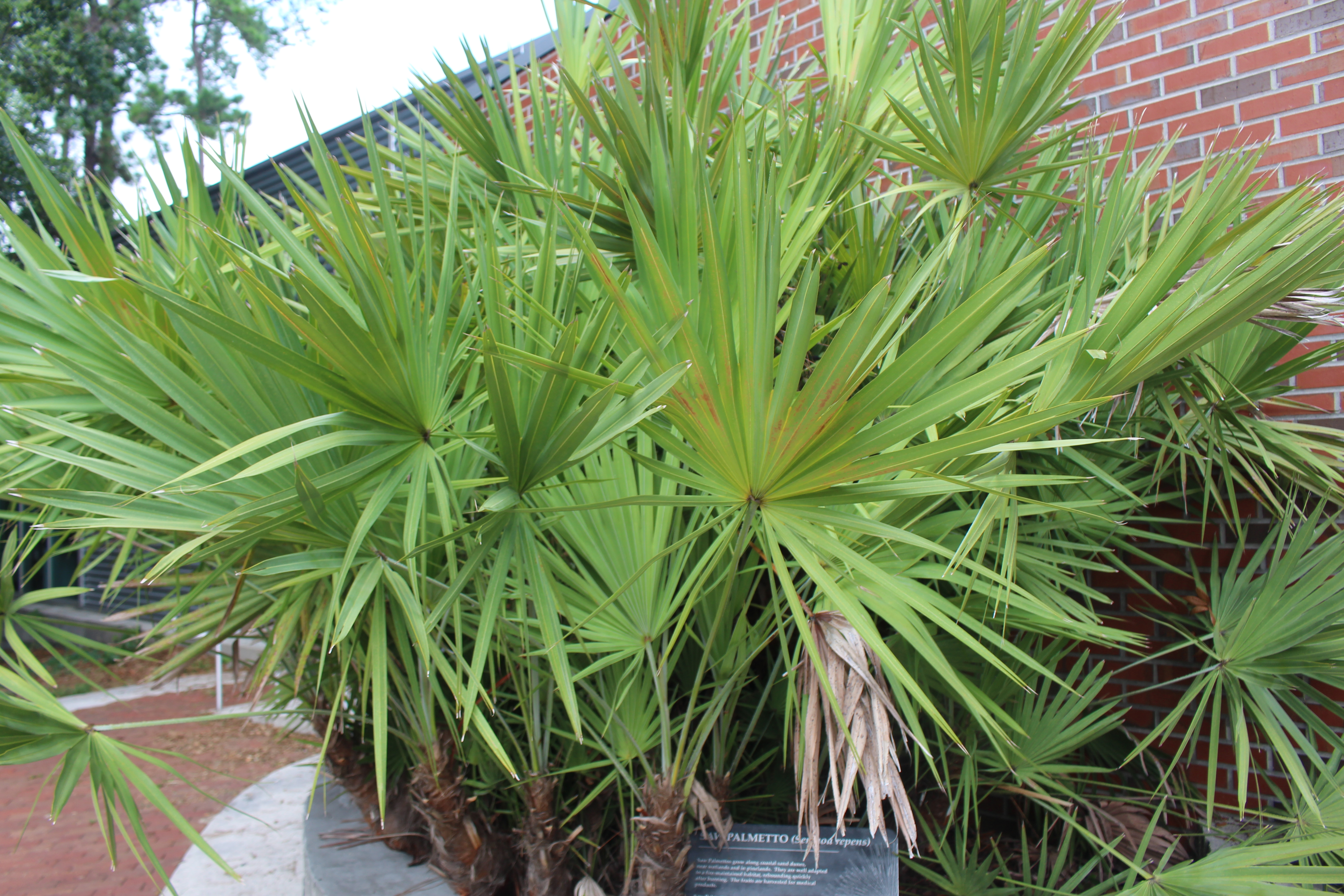
Serenoa plazivá jako okrasná rostlina

Šedolistá forma této palmy je ceněna jako okrasná rostlina. Je možno ji pěstovat v oblastech se zónou odolnosti 8 až 11. Množí se výsevem semen. Semenáčky rostou jen pomalu a zejména větší rostliny špatně snášejí přesazování. Rostlina snáší i mírné zasolení půdy.
Olejnaté plody jsou jedlé buď syrové nebo vařené a místně slouží k výrobě nápojů. Semena mohou být také mleta na mouku. Růstový vrchol je konzumován jako zelenina (palmové zelí). V místě výskytu je ze serenoy získávána řada produktů, zejména vlákna, vosk, olej, léčiva, střešní krytina. Podle archeologických nálezů to byl jeden z nejdůležitějších zdrojů potravy indiánů v předkolumbovské době.
Sušené a drcené plody serenoy jsou v lékařství používány pod názvem Fructus Serenoae Repentis zejména při léčení zvětšené prostaty. V domorodé medicíně jsou využívány zejména jako afrodiziakum, sedativum a při léčení nachlazení, bronchitidy a bolestí v krku, při zánětech močového měchýře, bolestivé menstruaci aj.
Z plodů je vyráběn extrakt, který je pod názvem Permixon používán při léčení benigního nádoru prostaty u mužů.

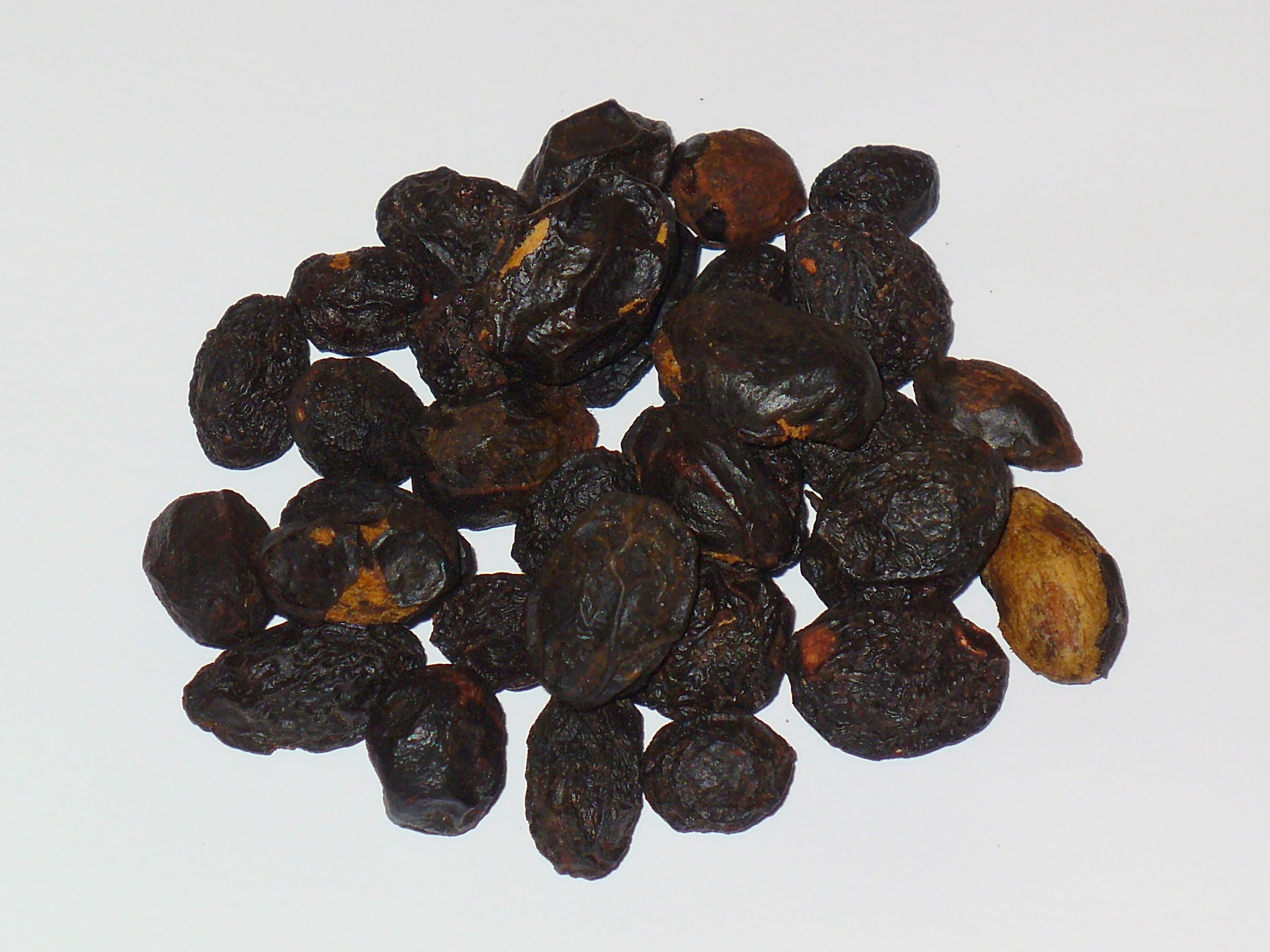
Sušené plody serenoy
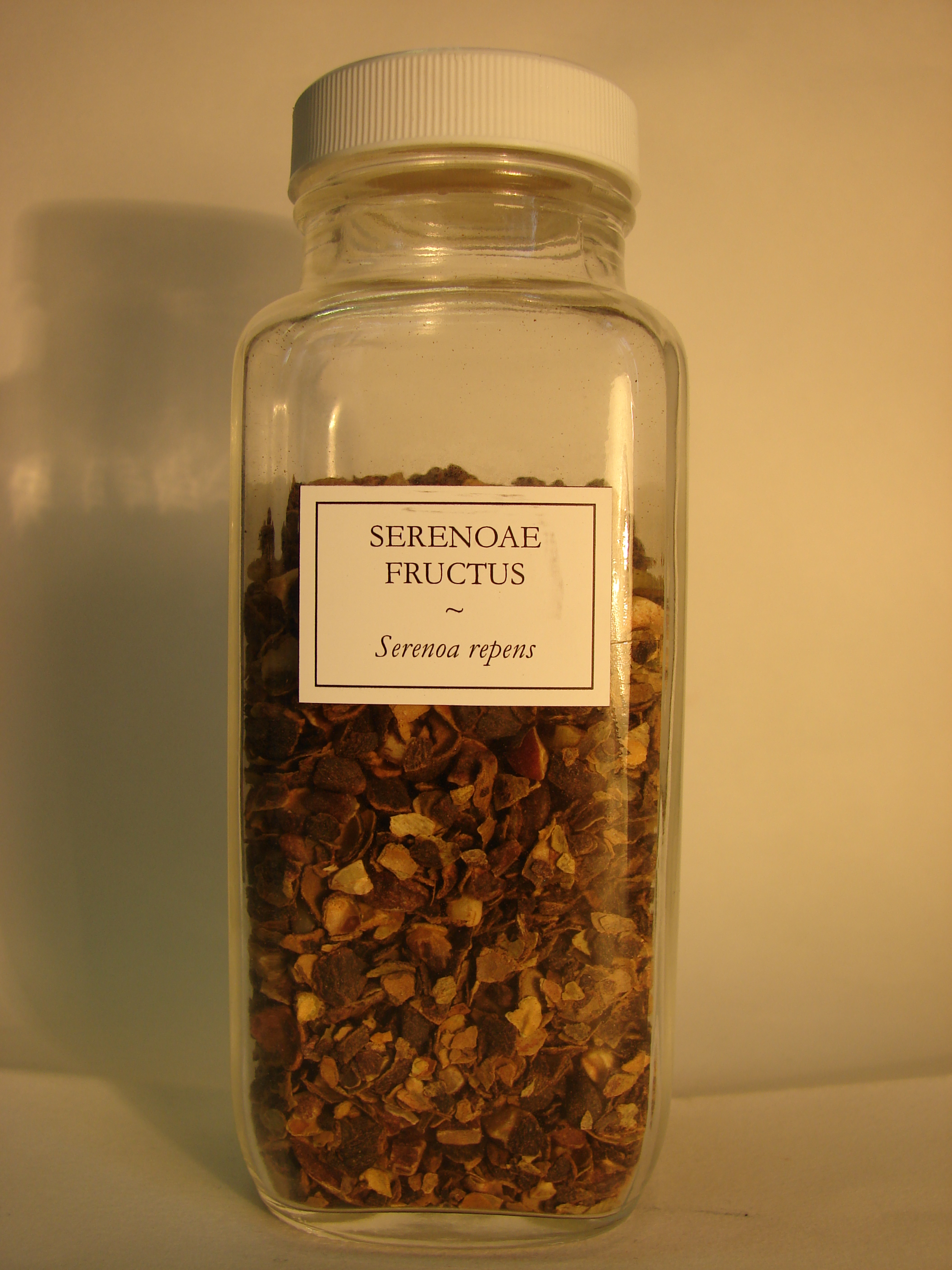
Drcené plody serenoy